# Гуд'їрс-Бар (Каліфорнія)
Гуд'їрс-Бар (англ. Goodyears Bar) — переписна місцевість (CDP) в США, в окрузі Сьєрра штату Каліфорнія. Населення — 69 осіб (2020).

## Географія
Гуд'їрс-Бар розташований за координатами 39°33′8″ пн. ш. 120°53′35″ зх. д. / 39.55222° пн. ш. 120.89306° зх. д. (39.552354, -120.893102).  За даними Бюро перепису населення США в 2010 році переписна місцевість мала площу 5,35 км², з яких 5,31 км² — суходіл та 0,04 км² — водойми.

## Демографія
Згідно з переписом 2010 року, у переписній місцевості мешкало 68 осіб у 38 домогосподарствах у складі 23 родин. Густота населення становила 13 особи/км².  Було 51 помешкання (10/км²).
Расовий склад населення:
| - 94,1 % — білих - 5,9 % — корінних американців |

До двох чи більше рас належало 0,0 %. Частка іспаномовних становила 1,5 % від усіх жителів.
За віковим діапазоном населення розподілялося таким чином: 4,4 % — особи молодші 18 років, 72,1 % — особи у віці 18—64 років, 23,5 % — особи у віці 65 років та старші. Медіана віку мешканця становила 56,0 року. На 100 осіб жіночої статі у переписній місцевості припадало 161,5 чоловіків;  на 100 жінок у віці від 18 років та старших — 160,0 чоловіків також старших 18 років.
Цивільне працевлаштоване населення становило 14 особи. Основні галузі зайнятості: будівництво — 100,0 %.